# Grasellenbach
Grasellenbach ist eine Gemeinde im südhessischen Landkreis Bergstraße mit ca. 4000 Einwohnern. Überregional bekannt ist sie als Standort eines Siegfriedbrunnens. Der Verwaltungssitz befindet sich im größten Ortsteil Hammelbach.

## Geographie

### Geographische Lage
Die Odenwälder Gemeinde liegt im UNESCO Geopark Bergstraße-Odenwald auf einer Höhe zwischen 420 und 580 m ü. NN. Ortsteile von Grasellenbach werden von den beiden bedeutendsten Bächen des südlichen Odenwaldes durchflossen, vom Ulfenbach und der Weschnitz, die beim Ortsteil Hammelbach entspringen, wo die Wasserscheide zwischen Neckar und Rhein verläuft.

### Nachbargemeinden
Grasellenbach grenzt im Norden an die Gemeinde Fürth, im Osten an die zum Odenwaldkreis gehörende Gemeinde Mossautal, im Süden an die Gemeinde Wald-Michelbach sowie im Westen an die Gemeinde Rimbach.

## Ortsteile
- Gras-Ellenbach
- Wahlen
- Hammelbach
- Litzelbach

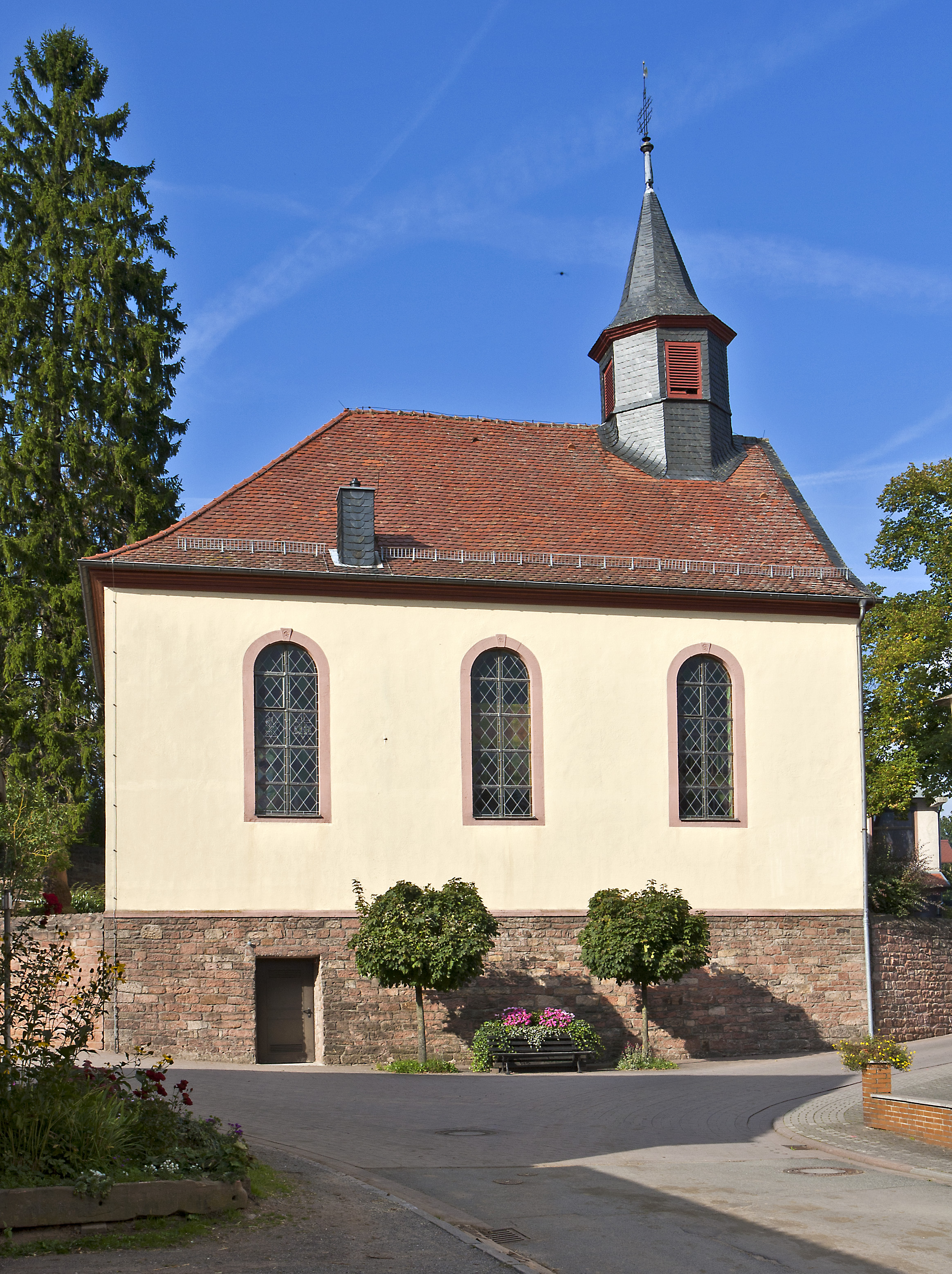
Evangelische Kirche Hammelbach

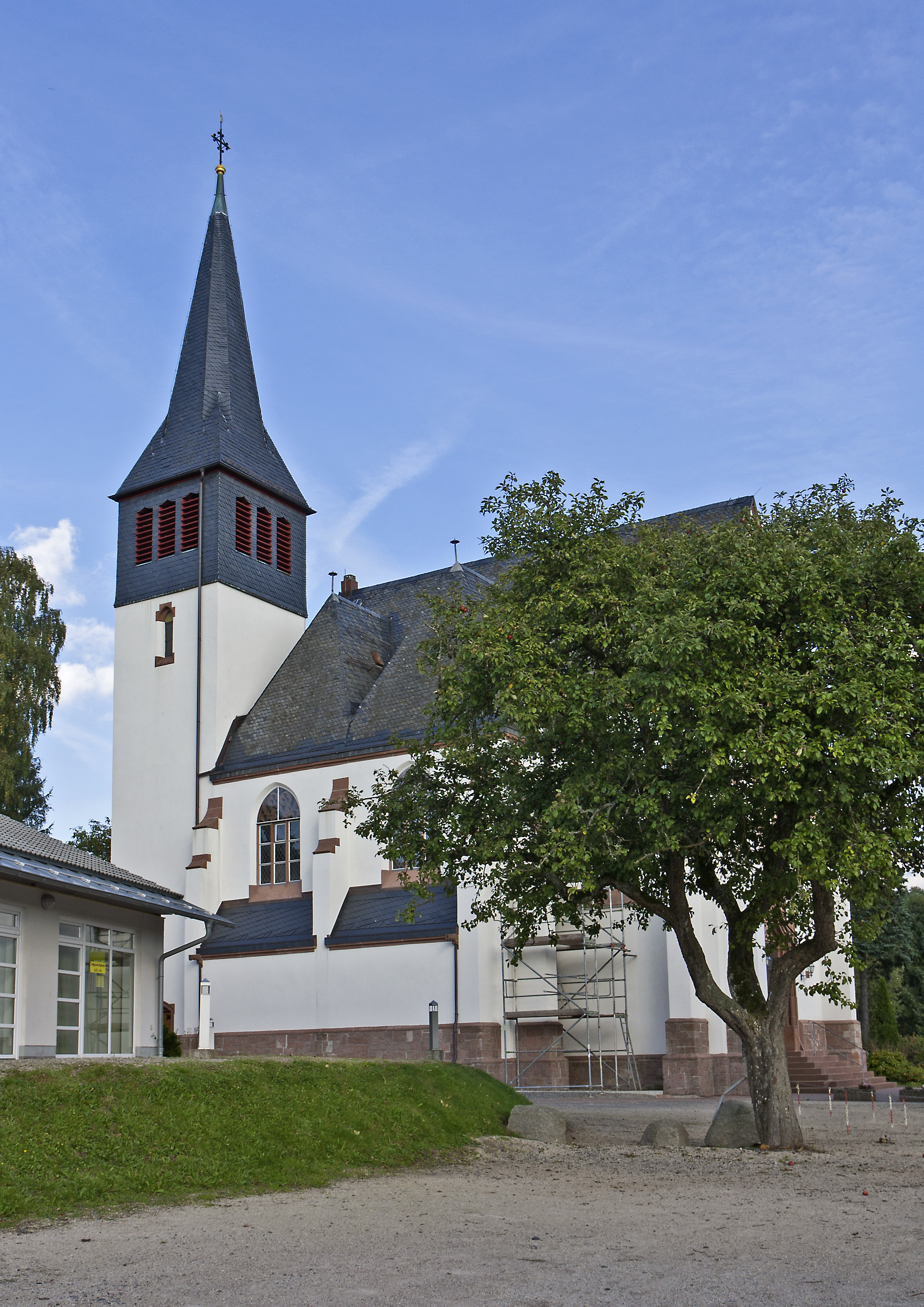
Katholische Kirche Hammelbach

- Scharbach, bestehend aus den Gemarkungen Ober-Scharbach und Unter-Scharbach
- Tromm in der Gemarkung Ober-Scharbach

### Hammelbach
Der heutige Luftkurort Hammelbach ist mit etwa 1400 Einwohnern größter und auch ältester Ortsteil sowie Verwaltungssitz der Gesamtgemeinde Grasellenbach. Hammelbach bedeutet so viel wie „Bach an einer steilen Anhöhe“. Diese Namensgebung rührt daher, dass in Hammelbach die beiden bedeutendsten Bäche entspringen: der Ulfenbach und die Weschnitz. In Hammelbach befinden sich sowohl die evangelische als auch die katholische Kirche. Des  Weiteren befindet sich ein Freibad in Hammelbach, das aus Quellwasser gespeist wird, und ein Campingplatz. Das Hammelbacher Kirchweihfest, hier Kerwe genannt, wird jedes Jahr am vierten Wochenende des Septembers gefeiert und hat seinen Ursprung in der Weihe der 1802 erbauten ev.-reformierten Kirche. Historisch betrachtet ist Hammelbach der einzige legitime Ortsteil, der die Kirchweih ausrichten darf, da in ihm auch die ev. Kirche steht. Im Mittelalter war Hammelbach Zentort des Hammelbacher oder Aicher Cent. Sehenswert sind die gotische Kapellenruine aus dem 14. Jahrhundert auf dem Friedhof und das historische Backhaus. Jedes Jahr findet im März die sogenannte Schwarzpulverrally statt. Zu dieser Veranstaltung finden sich immer zahlreiche Motorradfahrer aus ganz Deutschland in Hammelbach ein.

### Gras-Ellenbach
Das Kneipp-Heilbad Gras-Ellenbach ist mit seinen knapp 1000 Einwohnern der zweitgrößte Ortsteil der Gemeinde. Gras-Ellenbach ist bekannt für eine Quelle auf dem Spessartskopf, an dem angeblich Siegfried von Hagen getötet wurde. Auch aufgrund dessen ist der Ortsteil Gras-Ellenbach der am meisten von Kurgästen frequentierte Ortsteil der Großgemeinde.
Gras-Ellenbach liegt auf 450–550 m Höhe. Die Wiesengründe, durch die hier der Ulfenbach fließt, sollen dem Ort den Namen gegeben haben. Das hinzugefügte Ellen leitet sich möglicherweise von Elm (Ulme) her. Es existieren weitere Deutungsversuche, die jedoch umstritten sind.
Gras-Ellenbach ist ein staatlich anerkannter Luftkurort mit Kneipp-Heilbad. Auf der Heimatbühne in der Nibelungenhalle wurden seit über zwei Jahrzehnten Odenwälder Theaterstücke aufgeführt.

### Weitere Ortsteile
Tromm ist mit etwa 100 Einwohnern der kleinste und mit 539 m der höchstgelegene Ortsteil der Gemeinde. Er liegt am Nordosthang der Tromm inmitten von Wiesen und Wäldern und präsentiert sich als Erholungs- und Tagungsort mit Wanderwegen und Wintersportmöglichkeiten.
Auch die drei weiteren Ortsteile Wahlen (etwa 900 Einwohner), Scharbach (etwa 470 Einwohner) und Litzelbach (etwa 150 Einwohner) sind in erster Linie Erholungsorte.

## Geschichte
Bereits im Mittelalter und bis zu Beginn des 19. Jahrhunderts waren die heutigen Ortsteile schon einmal zusammengefasst, in der Kurpfälzischen „Aicher Cent“. Lediglich Litzelbach gehörte zur Kurmainzischen Cent Abtsteinach. Die Cent – eine Verwaltungseinrichtung ähnlich einer heutigen Gemeinde – trug den Namen Aicher oder Hammelbacher Cent nach dem Standort der Gerichtsstätte an der „Gefehlten Aiche“. Die Ersterwähnung des Ortsteiles Hammelbach geht auf das Jahr 795 zurück, während die anderen Ortsteile um 1300 ihre Ersterwähnung fanden. Die Zugehörigkeit der Orte zur Kurpfalz beziehungsweise zu Kurmainz währte bis zum Jahre 1802. Danach kamen die Gemeinden durch den Reichsdeputationshauptschluss zum Großherzogtum Hessen.
Die ursprünglichen Handwerker- und Bauerndörfer erlebten im 19. Jahrhundert durch die Blütephase der Buntsandsteinverarbeitung einen Aufschwung. Im 20. Jahrhundert erwuchs dem Fremdenverkehr eine wachsende Bedeutung, sodass besonders im Ortsteil Gras-Ellenbach der Fremdenverkehr ein bedeutender Wirtschaftszweig wurde.
Die Gemeinde Grasellenbach entstand in ihrer heutigen Form am 31. Dezember 1971, im Zuge der Gebietsreform in Hessen, durch den freiwilligen Zusammenschluss der zuvor selbstständigen Gemeinden Hammelbach, Gras-Ellenbach und Wahlen. Am 1. August 1972 vergrößerte sich Grasellenbach durch die gesetzlich verfügte Eingliederung der Gemeinden Litzelbach und Scharbach.
Ortsbezirke wurden im Gemeindegebiet nicht gebildet.

## Bevölkerung

### Einwohnerstruktur 2011/2022
Nach den Erhebungen des Zensus 2011/Zensus 2022 lebten am Stichtag, dem 9. Mai 2011 / 15. Mai 2022, in Grasellenbach 3803/4010 Einwohner. Darunter waren 340/684 (8,9 % / 17,1 %) Ausländer, von denen 131/404 aus dem EU-Ausland, 191/159 aus anderen europäischen Ländern und 20/122 aus anderen Staaten kamen./ Nach dem Lebensalter waren 590/599 Einwohner unter 18 Jahren, 1510/1402 waren zwischen 18 und 49, 873/1071 zwischen 50 und 64 und 830/941 Einwohner waren älter./ Die Einwohner lebten in 1531/1057 Haushalten. Davon waren 443/? Singlehaushalte, 493/511 Paare ohne Kinder und 454/424 Paare mit Kindern, sowie 112/123 Alleinerziehende und 24/? Wohngemeinschaften./ In 358/193 Haushalten lebten ausschließlich Senioren und in 1005/690 Haushaltungen leben keine Senioren./
1701/1433 Einwohner gehörten der evangelischen (44,7 % / 35,7 %) und 1095/898 Einwohner der katholischen (28,8 % / 22,4 %) Konfession an./

### Einwohnerentwicklung
| Grasellenbach: Einwohnerzahlen von 1970 bis 2022 | Grasellenbach: Einwohnerzahlen von 1970 bis 2022 | Grasellenbach: Einwohnerzahlen von 1970 bis 2022 | Grasellenbach: Einwohnerzahlen von 1970 bis 2022 | Grasellenbach: Einwohnerzahlen von 1970 bis 2022 |
| ------------------------------------------------ | ------------------------------------------------ | ------------------------------------------------ | ------------------------------------------------ | ------------------------------------------------ |
| Jahr                                             |                                                  |                                                  |                                                  | Einwohner                                        |
| 1970                                             | 1970                                             |                                                  | 2.905                                            | 2.905                                            |
| 1973                                             | 1973                                             |                                                  | 2.967                                            | 2.967                                            |
| 1975                                             | 1975                                             |                                                  | 2.925                                            | 2.925                                            |
| 1980                                             | 1980                                             |                                                  | 3.010                                            | 3.010                                            |
| 1984                                             | 1984                                             |                                                  | 3.013                                            | 3.013                                            |
| 1990                                             | 1990                                             |                                                  | 3.432                                            | 3.432                                            |
| 1995                                             | 1995                                             |                                                  | 3.774                                            | 3.774                                            |
| 2000                                             | 2000                                             |                                                  | 3.936                                            | 3.936                                            |
| 2005                                             | 2005                                             |                                                  | 3.922                                            | 3.922                                            |
| 2010                                             | 2010                                             |                                                  | 3.703                                            | 3.703                                            |
| 2011                                             | 2011                                             |                                                  | 3.802                                            | 3.802                                            |
| 2015                                             | 2015                                             |                                                  | 3.995                                            | 3.995                                            |
| 2020                                             | 2020                                             |                                                  | 4.130                                            | 4.130                                            |
| 2022                                             | 2022                                             |                                                  | 4.010                                            | 4.010                                            |
| Quellen: siehe folgende Liste                    |                                                  |                                                  |                                                  |                                                  |

- Im Jahr 1970 zählten die in der Gemeinde Grasellenbach zusammengeschlossenen Gemeinden 3598 Einwohner.[15]
- Hessisches Statistisches Informationssystem[16]
- Beim Zensus 2011 wurden 3802 Einwohner gezählt.[5]
- Beim Zensus 2022 wurden 4010 Einwohner gezählt.[6]

### Erwerbstätigkeit
Die Gemeinde im Vergleich mit Landkreis, Regierungsbezirk Darmstadt und Hessen:
|                                                   | Jahr | Gemeinde | Landkreis | Regierungsbezirk | Hessen    |
| ------------------------------------------------- | ---- | -------- | --------- | ---------------- | --------- |
| Sozialversicherungspflichtig Beschäftigte         | 2018 | 796      | 75.286    | 1.740.388        | 2.584.005 |
| Veränderung zu                                    | 2000 | −7,8 %   | +20,9 %   | +19,2 %          | +18,8 %   |
| davon Vollzeit                                    | 2018 | 69,7 %   | 70,6 %    | 72,6 %           | 71,5 %    |
| davon Teilzeit                                    | 2018 | 30,3 %   | 29,4 %    | 27,4 %           | 28,5 %    |
| Ausschließlich geringfügig entlohnte Beschäftigte | 2018 | 174      | 15.568    | 222.301          | 369.892   |
| Veränderung zu                                    | 2000 | −23,7 %  | −4,6 %    | +8,1 %           | +7,9 %    |

| Branche                         | Jahr | Gemeinde | Landkreis | Regierungsbezirk | Hessen |
| ------------------------------- | ---- | -------- | --------- | ---------------- | ------ |
| Produzierendes Gewerbe          | 2000 | 44,1 %   | 39,6 %    | 27,0 %           | 30,6 % |
|                                 | 2018 | 27,9 %   | 32,0 %    | 20,4 %           | 24,3 % |
| Handel, Gastgewerbe und Verkehr | 2000 | 21,6 %   | 25,1 %    | 26,4 %           | 25,1 % |
|                                 | 2018 | 22,1 %   | 25,8 %    | 24,7 %           | 23,8 % |
| Unternehmensdienstleistungen    | 2000 | *)       | 11,6 %    | 25,1 %           | 20,2 % |
|                                 | 2018 | 08,9 %   | 15,3 %    | 31,7 %           | 26,2 % |
| Sonstige Dienstleistungen       | 2000 | 31,3 %   | 22,0 %    | 20,1 %           | 22,5 % |
|                                 | 2018 | 40,7 %   | 25,1 %    | 22,8 %           | 25,2 % |
| Sonstiges (bzw. ohne Zuordnung) | 2000 | 03,0 %   | 01,7 %    | 01,4 %           | 01,5 % |
|                                 | 2018 | 00,4 %   | 01,1 %    | 00,3 %           | 00,4 % |

*) anonymisiert

## Politik

### Gemeindevertretung
Die Kommunalwahl am 14. März 2021 lieferte folgendes Ergebnis, in Vergleich gesetzt zu früheren Kommunalwahlen:

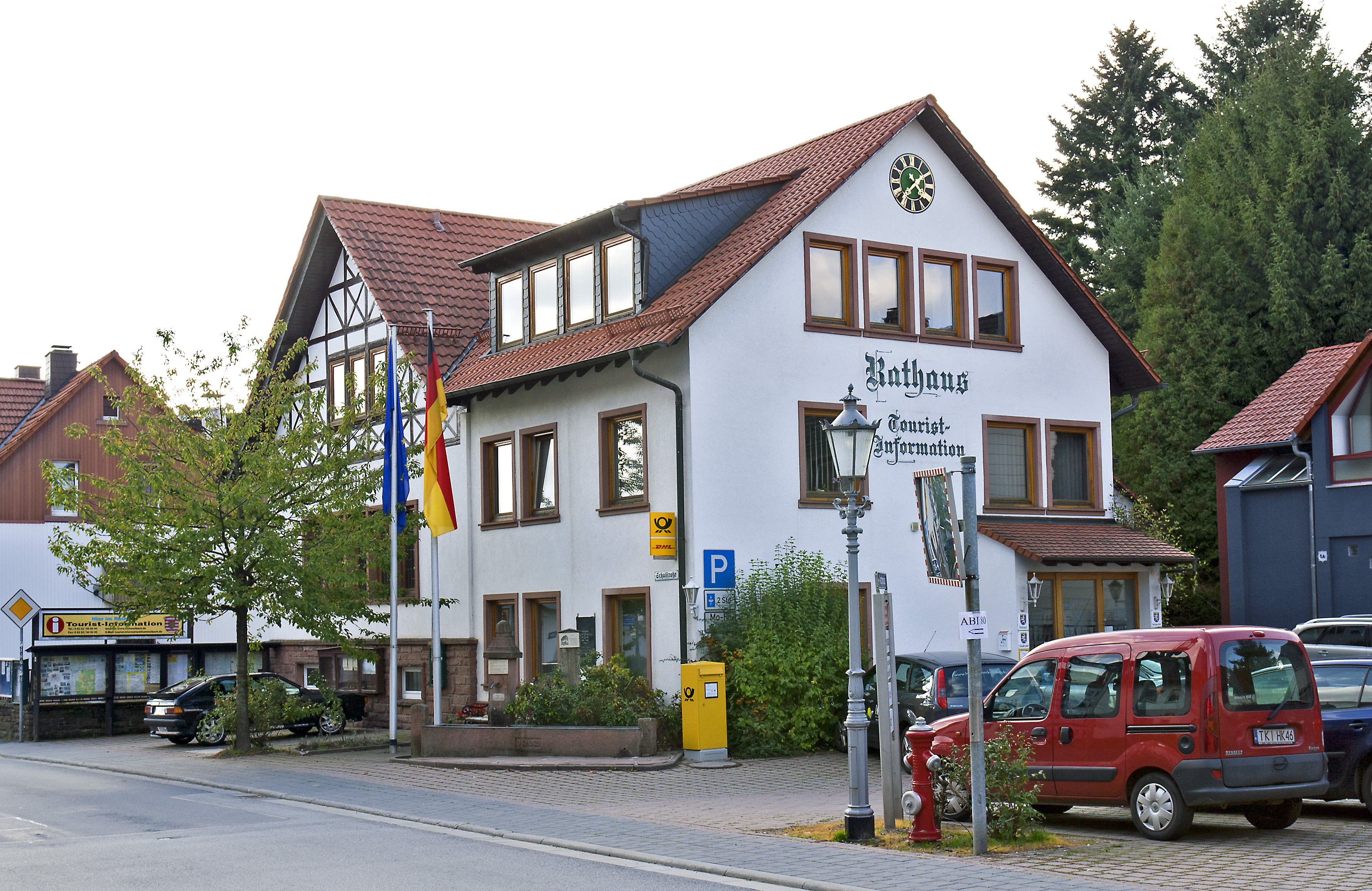
Rathaus im Ortsteil Hammelbach

| Sitzverteilung in der Gemeindevertretung 2021Insgesamt 19 Sitze - SPD: 5 - Grüne: 2 - CDU: 6 - FW: 6 | Parteien und Wählergemeinschaften           | % 2021 | Sitze 2021 | % 2016 | Sitze 2016 | % 2011 | Sitze 2011 | % 2006 | Sitze 2006 | % 2001 | Sitze 2001 |
| Sitzverteilung in der Gemeindevertretung 2021Insgesamt 19 Sitze - SPD: 5 - Grüne: 2 - CDU: 6 - FW: 6 | Sozialdemokratische Partei Deutschlands     | 24,9   | 5          | 28,8   | 5          | 30,6   | 7          | 33,1   | 7          | 34,2   | 8          |
| Sitzverteilung in der Gemeindevertretung 2021Insgesamt 19 Sitze - SPD: 5 - Grüne: 2 - CDU: 6 - FW: 6 | Christlich Demokratische Union Deutschlands | 30,9   | 6          | 28,9   | 6          | 30,0   | 7          | 33,2   | 8          | 29,7   | 7          |
| Sitzverteilung in der Gemeindevertretung 2021Insgesamt 19 Sitze - SPD: 5 - Grüne: 2 - CDU: 6 - FW: 6 | Freie Parteilose Wählergruppe Grasellenbach | 30,9   | 6          | 32,9   | 6          | 25,2   | 6          | 25,2   | 6          | 28,6   | 6          |
| Sitzverteilung in der Gemeindevertretung 2021Insgesamt 19 Sitze - SPD: 5 - Grüne: 2 - CDU: 6 - FW: 6 | Bündnis 90/Die Grünen                       | 13,3   | 2          | 9,4    | 2          | 14,1   | 3          | 8,6    | 2          | 7,6    | 2          |
| Sitzverteilung in der Gemeindevertretung 2021Insgesamt 19 Sitze - SPD: 5 - Grüne: 2 - CDU: 6 - FW: 6 | gesamt                                      | 100,0  | 19         | 100,0  | 19         | 100,0  | 23         | 100,0  | 23         | 100,0  | 23         |
| Sitzverteilung in der Gemeindevertretung 2021Insgesamt 19 Sitze - SPD: 5 - Grüne: 2 - CDU: 6 - FW: 6 | Wahlbeteiligung in %                        | 53,2   | 53,2       | 49,8   | 49,8       | 51,9   | 51,9       | 53,2   | 53,2       | 59,5   | 59,5       |

### Bürgermeister
Nach der hessischen Kommunalverfassung wird der Bürgermeister für eine sechsjährige Amtszeit gewählt, seit dem Jahr 1993 in einer Direktwahl, und ist Vorsitzender des Gemeindevorstands, dem in der Gemeinde Grasellenbach neben dem Bürgermeister ehrenamtlich ein Erster Beigeordneter und sechs weitere Beigeordnete angehören. Bürgermeister ist seit dem 1. Januar 1997 der parteiunabhängige Markus Röth. Er setzte sich am 7. Juli 1996 im ersten Wahlgang gegen Amtsinhaber Hans Mohr bei 74,3 Prozent Wahlbeteiligung mit 59,7 Prozent der Stimmen durch. Es folgten vier Wiederwahlen, jeweils ohne Gegenkandidaten, zuletzt, pandemiebedingt verschoben, am 14. März 2021. Durch die verschobene Wahl verschob sich der Beginn der Amtszeit auf den 1. Juli 2021.
Amtszeiten der Bürgermeister
- 1997–2027 Markus Röth[24]
- 1990–1996 Hans Mohr[25]
- 1985–1989 Lothar Knopf
- 1979–1985 Ernst Eck
- 1973–1979 Reinhold Ruhr
- 1972–1973 komm. Jakob Walter Schmitt
- zuvor- selbständige Gemeinden mit Bürgermeistern[28]

### Gemeindepartnerschaften
Grasellenbach pflegt folgende Gemeindepartnerschaften:
- Bédarrides, Frankreich, seit 1983
- Cunit, Spanien

### Wappen und Flagge
Wappen

Blasonierung: „Schild von Schwarz, Gold und Rot schräggeviert. Feld 1 zeigt den aufgerichteten goldenen Pfälzer Löwen (rechtsgewendet, rotbekrönt, -bezungt und -bewehrt), Feld 2 und 3 je ein rotes Lindenblatt und Feld 4 in rot zwei siberne Wellenbalken.“
Das Wappen wurde der Gemeinde Grasellenbach am 6. September 1974 durch den Hessischen Innenminister genehmigt.
Gestaltet wurde es durch den Bad Nauheimer Heraldiker Heinz Ritt.
Es setzt sich aus Elementen der historischen Wappen von Gras-Ellenbach und Hammelbach zusammen. Der Pfälzer Löwe erinnert an die frühere Zugehörigkeit zur Kurpfalz, die Farben Rot und Silber an Hessen. Die Wellenbalken stehen für den Wasserreichtum in Grasellenbach und die Lindenblätter schließlich weisen auf die Nibelungensage.
Flagge
Die Flagge wurde der Gemeinde am 18. Mai 1978 durch das Hessische Innenministerium genehmigt und wird wie folgt beschrieben:
Flaggenbeschreibung: „Auf weißen Flaggentuch mit roten Randstreifen im oberen Drittel aufgelegt das Gemeindewappen.“

## Wirtschaft und Infrastruktur

### Flächennutzung
Das Gemeindegebiet umfasst eine Gesamtfläche von 2288 Hektar, davon entfallen in ha auf:
| Nutzungsart             | Nutzungsart             | 2011 | 2015 |
| ----------------------- | ----------------------- | ---- | ---- |
| Gebäude- und Freifläche | Gebäude- und Freifläche | 146  | 148  |
| davon                   | Wohnen                  | 88   | 89   |
|                         | Gewerbe                 | 12   | 13   |
| Betriebsfläche          | Betriebsfläche          | 3    | 4    |
| davon                   | Abbauland               | 3    | 3    |
| Erholungsfläche         | Erholungsfläche         | 13   | 13   |
| davon                   | Grünanlage              | 6    | 6    |
| Verkehrsfläche          | Verkehrsfläche          | 78   | 78   |
| Landwirtschaftsfläche   | Landwirtschaftsfläche   | 831  | 829  |
| davon                   | Moor                    | 0    | 0    |
|                         | Heide                   | 0    | 0    |
| Waldfläche              | Waldfläche              | 1206 | 1206 |
| Wasserfläche            | Wasserfläche            | 3    | 3    |
| Sonstige Nutzung        | Sonstige Nutzung        | 7    | 7    |

### Tourismus
Der Eigenschaft als Kneipp-Heilbad und Luftkurort sowie dem Betrieb der Tagungsstätten verdankt Grasellenbach im Jahr 2018 etwa 66.000 Übernachtungen jährlich. Das sind 8,3 Prozent der Übernachtungen im Landkreis Bergstraße. Damit lebt die Gemeinde vorwiegend vom Fremdenverkehr.
Der Zustrom von Besuchern wird auch dadurch gefördert, dass in Grasellenbach einer der Siegfriedsbrunnen liegt, von denen behauptet wird, dass an ihnen Siegfried von Hagen von Tronje ermordet worden sein soll, wie es im Nibelungenlied beschrieben worden ist. Dadurch ist Grasellenbach eine Station der Siegfriedstraße. Zudem hat sich Grasellenbach dem Netzwerk der so genannten Nibelungenstädte angeschlossen. Durch den Ortsteil Gras-Ellenbach und am Siegfriedbrunnen vorbei führt der 130 Kilometer lange, mit dem Gütesiegel „Qualitätsweg Wanderbares Deutschland“ zertifizierte Fernwanderweg Nibelungensteig, der den Odenwald von Westen nach Osten komplett durchzieht. Ferner ist Grasellenbach Mitgliedsgemeinde im Geo-Naturpark Bergstraße-Odenwald.

### Verkehr
Die Gemeinde ist über die B 460 mit der Bundesautobahn 5 verbunden.
Es verkehren Linienbusse zu den Bahnhöfen in Heppenheim und Weinheim, die ebenso wie Grasellenbach dem Verkehrsverbund Rhein-Neckar angehören. Fahrscheine des Rhein-Main-Verkehrsverbundes sowie das Hessenticket werden ebenfalls anerkannt.
Zwischen 1901 und 1983 war der Ortsteil Wahlen der Endpunkt der Überwaldbahn.